# 웅진 스타즈
웅진 스타즈(Woongjin Stars)는 대한민국의 前 프로게임단이다. 현존 당시 워크래프트 3, 스페셜포스 2, 스타크래프트, 스타크래프트 II 종목을 운영하였다.
2013년 12월 13일 모기업 웅진그룹의 경영 악화로 인해 해체되었다.

## 역사
1999년 이재균이 조직했던 SM(Starcraft Mania)팀이 기원이다.
이후 한빛소프트의 공식적인 지원으로 한빛 프로게임단(한빛 스타즈)이 2001년 5월에 창단되었다. 당시 한빛 스타즈는 강도경, 김동수, 박용욱, 박정석, 나도현, 박경락, 변길섭과 같은 스타게이머들을 배출하며 명문 게임단으로 자리잡았었다. 그러나 이후 박정석과 변길섭의 KT 롤스터로의 이적, 김동수의 은퇴, 박경락의 슬럼프 등으로 인해 개인전에서는 침체를 면치 못했으나, 프로리그에서는 특출한 스타 선수가 없음에도 팀을 상위로 이끌고 우승까지 하는 등 좋은 평가를 얻었다. SKY 프로리그 2004 1라운드와 그랜드파이널에서의 우승, 2007 DAUM 스타리그에서 김준영 선수가 우승하고 김명운이 꾸준히 8강, 대한항공 스타리그 시즌 2에서 윤용태가 로열로더 도전으로 4강까지 가는가 하는 등, 김명운 또한 MSL에서는 4강으로 진출하여 명가로서의 면모를 꾸준히 보이다가 김명운이 ABC마트 MSL 2011 결승전에 진출함으로써 웅진 스타즈 창단 최초 첫 결승 진출자를 배출한다.
그러나 김준영 선수를 CJ 엔투스로 이적시키는 등 한빛소프트의 사정은 영좋지 못했다. 2008년 5월, 한빛소프트의 3년동안 계속된 적자로 인해 게임단을 포기, 5월 초 한국e스포츠협회에 한빛 스타즈 프로게임단의 운영과 매각 작업을 위탁해줄 것을 요청한 것으로 알려졌다. 하지만 2008년 5월 21일, 한빛소프트를 인수한 티쓰리엔터테인먼트는 협회 위탁 관리 없이 매각된다고 밝혔다.
2008년 7월 31일, 아이템 거래 사이트 아이템매니아가 프로게임단 운영을 포기한 한빛소프트의 한빛 스타즈를 인수하였다. 하지만 네티즌들의 부정적인 평가로 인해 2008년 8월 5일, 한국e스포츠협회는 한빛소프트에 프로게임단 운영을 포기한 한빛 스타즈의 아이템매니아 인수를 철회하고 새로운 시즌이 시작되기 전인 오는 9월말까지 협회에서 위탁 운영을 하겠다는 안을 제안했다. 하지만 한빛소프트는 이 제안에 대해 거부한 것으로 알려졌다. 하지만 2008년 8월 7일, 한빛 소프트가 협회의 한빛 스타즈 위탁 운영 안을 수용하기로 결정했다. 아이템매니아는 한빛 스타즈 구단 인수 본 계약을 해지하겠다고 밝혔다.
2008년 9월 19일, 웅진회사의 지주회사인 웅진홀딩스가 한국e스포츠협회와 ‘한빛 스타즈’ 인수에 대한 협상을 진행 중이며, 인수에 대한 큰 틀에 합의했고 세부적인 사항 및 최종 협의만 남아있는 등 협상 타결이 임박했다고 밝혔다.
2008년 9월 24일 웅진홀딩스가 한빛스타즈 인수를 확정했다
2010년 3월, 웅진 스타즈는 창단 약 1년 5개월 만에 첫 포스트시즌에 진출에 성공했다. 또한 준플레이오프에서 강팀 STX SouL을 김민철이 4:1로 올킬에 성공하여 플레이오프에 진출하였다.
신한은행 프로리그 10-11 시즌에 들어서면서, 정종현과 김승현의 은퇴이후 이스트로의 박상우와 신재욱, MBC게임의 이재호를 영입하면서 선수교체가 급속히 이루어졌다. 웅진 스타즈는 1R까지 2위를 달렸으나 2R에서의 연패부진으로 종합성적 7위로 내려앉았다.
에이스인 윤용태의 부진이 팀이 부진하는 이유라고 판단한 이재균 감독은 충격요법을 주기위해 윤용태를 1군 로스터에서 말소시켰다.
2군에서 돌아온 윤용태와 웅진 선수들의 위너스리그 활약으로 포스트시즌 진출을 기대했지만, KT 전에서 김대엽에게 선봉올킬을 당해 위너스리그 포스트시즌은 좌절됐다.
2011년 5월 26일, 김명운이 ABC마트 MSL 2011 4강에서 천적 이제동을 꺾고 결승에 진출했으나 결승에서 이영호에게 패배했다. 김명운의 결승 진출은 한빛 스타즈에서 웅진 스타즈로 재 창단 한 뒤의 첫 결승 진출자 배출이다.
2011년 6월 28일, 프로리그에서 STX가 승리를 거둠에 따라, 남은 경기수와 관계없이 포스트시즌에 진출하게 되었다. 창단 이후 정규시즌 첫 번째 포스트시즌 진출이며 (신한은행 프로리그 09-10 3라운드 위너스리그에서 진출했다.) 한빛-웅진 전체 역사에서는 2006년 후기이후 무려 5년 만에 진출한 셈이다.
2011년 11월 7일, MBC게임 히어로의 해체로 인해 MBC게임 스페셜포스 팀이 위기에 처한 상황에서 웅진이 MBC게임 스페셜포스 팀원을 모두 수용, 웅진 스타즈 스페셜포스 팀을 창단하게 된다.
웅진스타즈는 SK플래닛 프로리그에서 포스트시즌 진출의 희망을 안고 시즌 막바지까지 선전하였지만, 득실차에서 밀려 CJ에게 4위자리를 내주고, 5위로 밀려서 포스트시즌 진출에 실패하였다.
웅진 스타즈는 KT 롤스터와 친분이 매우 두터우며, 두 팀이 함께 선수들의 연습을 도와주기도 하며, 워크샵을 두 팀이 함께 간적이 있을 정도로 사이가 매우 돈독하였다. CJ 엔투스에는 한빛 스타즈 시절부터 약했으나, 웅진 스타즈 창단 이후로는 조금씩 웅진이 앞서가는 모습이었다.
모기업의 경영 악화로 인해 프로게임단 운영이 어려워진 웅진 스타즈는 2013년 10월 1일 소속 선수들 절반 이상을 웨이버 공시하는 대규모 구조조정을 감행했으며 팀에 남아있던 김민철과 김유진은 동년 12월 13일, 공개 포스팅을 통해 각각 SK텔레콤 T1과 진에어 그린윙스로 이적했다. 같은 날, 이재균 감독이 e스포츠 커뮤니티 PGR21에 정식 해체글을 올리면서 웅진 스타즈는 역사속으로 사라지게 되었다.

## 게임단 연혁

#### 스타크래프트, 스타크래프트 II
- 1999년 SM (Starcraft Mania)이 기원
- 2001년 5월 한빛 프로게임단 창설
- 2001년 6월 박경락,정재호,변길섭 입단
- 2002년 대한민국 게임대상 “프로게이머 부문” 박정석 수상
- 2003년 1월 온게임넷 어워드 “최고의 감독상” 수상 이재균
- 2003년 6월 계몽사 KPGA 팀리그 4위
- 2003년 8월 KTF EVER컵 프로리그 준우승
- 2003년 10월 LIFE ZONE MBC게임 팀리그 준우승
- 2004년 1월 LG IBM MBC게임 팀리그 4위
- 2004년 2월 네오위즈 피망컵 프로리그 3위
- 2004년 7월 SKY 프로리그 2004 1라운드 우승
- 2004년 8월 투싼배 MBC게임 팀리그 4위
- 2004년 10월 SKY 프로리그 2004 2라운드 공동 3위
- 2005년 2월 SKY 프로리그 2004 그랜드파이널 Grand Final 우승
- 2005년 7월 SKY 프로리그 2005 전기리그 4위
- 2005년 10월 KTF bigi KOREA e-sports 2005 스타크래프트 부문 준우승
- 2006년 12월 SKY 프로리그 2006 후기리그 4위
- 2008년 9월 한빛 소프트 게임단 매각, 웅진 스타즈 창단
- 2010년 3월 신한은행 위너스리그 09-10 3위
- 2010년 8월 경남-STX컵 마스터즈 2010 4위
- 2011년 7월 신한은행 프로리그 10-11 4위
- 2012년 9월 4G LTE 스페셜포스2 프로리그 시즌2 4위
- 2013년 6월 SK플래닛 스타크래프트 Ⅱ 프로리그 12-13 정규시즌 우승
- 2013년 8월 SK플래닛 스타크래프트 Ⅱ 프로리그 12-13 결승전 준우승
- 2013년 12월 13일 게임단 공식해체
- 2014년 2월 2013 대한민국 e-스포츠 대상 스타크래프트 Ⅱ 부문 최우수 프로게임단

## 프로리그결과
| 년도      | 리그                                   | 순위       | 경기 | 승 | 패 | 벌점 | 승점 | 포스트시즌   | 주요선수                                                       | 감독   |
| --------- | -------------------------------------- | ---------- | ---- | -- | -- | ---- | ---- | ------------ | -------------------------------------------------------------- | ------ |
| 2003      | KTF EVER                               | 1위        | 12   | 9  | 3  | 0    | +25  | 준우승       |                                                                | 이재균 |
| 2003      | Neowiz Pmang                           | 1위        | 10   | 8  | 2  | 0    | +19  | 플레이오프   |                                                                | 이재균 |
| 2004      | SKY 1라운드                            | 1위        | 10   | 8  | 2  | 0    | +10  | 우승         | 강도경,김선기,나도현,박경락,박영민,조형근                      | 이재균 |
| 2004      | SKY 2라운드                            | 머큐리 1위 | 8    | 5  | 3  | 0    | +2   | 플레이오프   |                                                                | 이재균 |
| 2004      | SKY 3라운드                            | 머큐리 3위 | 8    | 3  | 5  | 0    | -1   | 진출실패     |                                                                | 이재균 |
| 2005      | SKY 전기                               | 3위        | 10   | 6  | 4  | 0    | +3   | 준플레이오프 |                                                                | 이재균 |
| 2005      | SKY 후기                               | 10위       | 18   | 3  | 15 | 0    | -27  | 진출실패     |                                                                | 이재균 |
| 2006      | SKY 전기                               | 7위        | 10   | 4  | 6  | 0    | -4   | 진출실패     |                                                                | 이재균 |
| 2006      | SKY 후기                               | 3위        | 10   | 7  | 3  | 0    | +3   | 준플레이오프 |                                                                | 이재균 |
| 2007      | 신한은행 전기                          | 10위       | 22   | 8  | 14 | 2    | -2   | 진출실패     | 김준영, 윤용태, 김동주, 한승엽                                 | 이재균 |
| 2007      | 신한은행 후기                          | 8위        | 22   | 10 | 12 | 0    | -4   | 진출실패     | 김준영, 윤용태, 신정민, 임진묵, 김동주, 문지훈                 | 이재균 |
| 2008      | 신한은행 2008                          | 10위       | 22   | 7  | 15 | 0    | -17  | 진출실패     | 윤용태, 김명운, 신정민, 김동주, 이동준                         | 이재균 |
| 2008-2009 | 신한은행 위너스리그 08-09              | 5위        | 11   | 7  | 4  | 0    | +2   | 진출실패     | 윤용태, 김명운, 임진묵, 김승현, 김준영                         | 이재균 |
| 2008-2009 | 신한은행 08-09                         | 8위        | 55   | 27 | 28 | 0    | -9   | 진출실패     | 윤용태, 김명운, 임진묵, 김승현, 김준영                         | 이재균 |
| 2009-2010 | 신한은행 위너스리그 09-10              | 4위        | 11   | 7  | 4  | 0    | +5   | 플레이오프   | 김명운, 윤용태, 한상봉, 김승현, 김민철, 정종현                 | 이재균 |
| 2009-2010 | 신한은행 09-10                         | 7위        | 55   | 28 | 27 | 0    | 16   | 진출실패     | 김명운, 윤용태, 한상봉, 김승현, 김민철, 정종현                 | 이재균 |
| 2010-2011 | 신한은행 위너스리그 10-11              | 6위        | 18   | 9  | 9  | 0    | -6   | 진출실패     | 김명운, 이재호, 윤용태, 김민철, 박상우, 신재욱                 | 이재균 |
| 2010-2011 | 신한은행 10-11                         | 4위        | 36   | 17 | 19 | 0    | -7   | 준플레이오프 | 김명운, 이재호, 윤용태, 김민철, 박상우, 신재욱                 | 이재균 |
| 2011-2012 | SK플래닛 스타크래프트 프로리그 시즌 1  | 5위        | 21   | 11 | 10 | 1    | -5   | 진출실패     | 김명운, 이재호, 김민철, 윤용태, 김유진, 신재욱, 노준규         | 이재균 |
| 2012      | SK플래닛 스타크래프트Ⅱ 프로리그 시즌 2 | 5위        | 21   | 11 | 10 | 0    | +19  | 진출실패     | 김명운, 이재호, 윤용태, 김민철, 김유진, 신재욱, 노준규, 송광호 | 이재균 |
| 2012-2013 | SK플래닛 스타크래프트 Ⅱ 프로리그 12-13 | 1위        | 42   | 27 | 15 | 0    | +41  | 준우승       | 김명운, 이재호, 윤용태, 김민철, 김유진, 신재욱, 노준규, 송광호 | 이재균 |

## 팀리그 역대성적
| 연도      | 스폰서     | 경기수                               | 승                                   | 패                                   | 승점                                 | 승률                                 | 기타                                 |
| --------- | ---------- | ------------------------------------ | ------------------------------------ | ------------------------------------ | ------------------------------------ | ------------------------------------ | ------------------------------------ |
| 2003      | 계몽사     | 6                                    | 1                                    | 5                                    | -4                                   | 16.6%                                | 4위                                  |
| 2003      | 라이프존   | 3                                    | 2                                    | 1                                    | 1                                    | 66.6%                                | 준우승                               |
| 2003-2004 | LG IBM     | 4                                    | 2                                    | 2                                    | 1                                    | 50%                                  | 4위                                  |
| 2004      | 투싼       | 4                                    | 2                                    | 2                                    | 2                                    | 50%                                  | 4위                                  |
| 2004-2005 | MBC MOVIES | 예선 탈락 (3전 3패 - 개인전 4승 9패) | 예선 탈락 (3전 3패 - 개인전 4승 9패) | 예선 탈락 (3전 3패 - 개인전 4승 9패) | 예선 탈락 (3전 3패 - 개인전 4승 9패) | 예선 탈락 (3전 3패 - 개인전 4승 9패) | 예선 탈락 (3전 3패 - 개인전 4승 9패) |
| 총 4시즌  | 총 4시즌   | 17                                   | 7                                    | 10                                   | 0                                    | 41.1%                                | 준우승 1회                           |

| 연도      | 스폰서     | 경기수    | 개인승    | 개인패    | 승률      | 올킬수    |
| --------- | ---------- | --------- | --------- | --------- | --------- | --------- |
| 2003      | 계몽사     | 30        | 13        | 17        | 43.3%     |           |
| 2003      | 라이프존   | 17        | 9         | 8         | 52.9%     |           |
| 2003-2004 | LG IBM     | 27        | 14        | 13        | 51.8%     |           |
| 2004      | 투싼       | 24        | 13        | 11        | 54.1%     | 1         |
| 2004-2005 | MBC MOVIES | 예선 탈락 | 예선 탈락 | 예선 탈락 | 예선 탈락 | 예선 탈락 |
| 통산성적  | 통산성적   | 98        | 49        | 49        | 50%       | 1         |

## 역대 팀 명칭
- SM(Starcraft Mania) - 한빛 스타즈 - 웅진 스타즈

## 역대 팀 감독
- 1대 감독 : 이재균 (재임 기간 : 1999년 ~ 2013년 12월 13일 )

## 웅진 스타즈 선수단 공개 포스팅 결과
| 선수 이름 | 종족 및 포지션 | 입단 팀         |
| --------- | -------------- | --------------- |
| 김민철    | Zerg           | SK텔레콤 T1     |
| 김유진    | Protoss        | 진에어 그린윙스 |

## 주요 종목
- 스타크래프트
- 스페셜포스2

## 우승기록
- SKY 프로리그 2004 1라운드
- SKY 프로리그 2004 그랜드 파이널

## 같이 보기
- 웅진그룹